# Гёк, Левент
Левент Гёк (тур. Levent Gök; род. 24 декабря 1959, Балыкесир) — турецкий политик, член Республиканской народной партии.

## Биография
Окончил юридический факультет Анкарского университета. Работал адвокатом.
Возглавлял отделение Республиканской народной партии в Анкаре. В 2011 году был избран членом Великого национального собрания. Переизбирался в июне и ноябре 2015 года.
22 августа 2014 года был избран председателем парламентской группы республиканской народной партии Турции.

### Личная жизнь
Женат, двое детей. Гёк свободно владеет английским языком.